# Qafiz
Qafiz (in arabo قفيز‎?) o cafiz, in italiano cafiso, è una misura tradizionale araba di volume.  È ancora usata in almeno una nazione - la Libia - per misurare la quantità di olio di oliva. In Libia misura all'incirca 7 litri. Una misura da essa derivata (il cafisu, cafiso o caffiso) è ancora in uso a Malta, Calabria e Sicilia e viene anch'essa usata per l'olio di oliva. In particolare, nella zona etnea della Sicilia orientale, il cafiso di olio equivale a 16 kg ovvero 17 litri, giacché in questo territorio tradizionalmente l'olio viene misurato in unità di peso piuttosto che in unità di volume. Invece nel trapanese equivale a 8 kg, circa 8,5 litri. 
Anticamente un'unità di misura omonima (detta anche cafesse) veniva usata per misurare il grano.